# Uważam Rze
Uważam Rze („Ich bin der Ansicht, dass“) war ein polnisches Nachrichtenmagazin. Es erschien zunächst wöchentlich. Politisch wurde die Zeitschrift als rechts-konservativ verortet. Es arbeitete mit der Tageszeitung Rzeczpospolita zusammen und gehörte wie diese zum britischen Konzern Mecom, dem Anteilseigner von Presspublica. Die letzte Ausgabe erschien 2016.
Uważam Rze wurde 2011 in Warschau gegründet. Chefredakteur war zunächst Paweł Lisicki. In Uważam Rze publizierten zunächst unter anderem Rafał Ziemkiewicz, Michał Karnowski, Bronisław Wildstein, Robert Mazurek und Igor Zalewski. Nach dem Wechsel der Anteilseigner wurde 2012/2013 das Profil von Uważam Rze durch den neuen Eigner Grzegorz Hajdarowicz geändert. Zielgruppe waren seither kleinere und mittlere Unternehmer und das Magazin konzentriere sich auf Wirtschaftsthemen. Die bisherigen Publizisten verließen das Magazin und gründeten das Magazin Do Rzeczy. Die Verkaufszahlen von Uważam Rze gingen zurück und der letzte Chefredakteur Paweł Jabłoński beendete die Herausgabe des Magazins 2016. Zuletzt erschien es als Monatsmagazin.